# Glysterus calcartibialis
Espèce
Synonymes
- Triaenoplus calcartibialis Roewer, 1943

Glysterus calcartibialis est une espèce d'opilions laniatores de la famille des Ampycidae.

## Distribution
Cette espèce est endémique de la province d'Alajuela au Costa Rica. Elle se rencontre sur le Poás.

## Description
Le mâle holotype mesure 5,5 mm.

## Systématique et taxinomie
Cette espèce a été décrite sous le protonyme Triaenoplus calcartibialis par Roewer en 1943. Elle est placée dans le genre Glysterus par Kury en 2003.

## Publication originale
- Roewer, 1943 : « Über Gonyleptiden. Weitere Weberknechte (Arachn., Opil.) XI. » Senckenbergiana, vol. 26, p. 12–68.